# Elenowo (obwód Tyrgowiszte)
Elenowo (bułg. Еленово) – wieś w Bułgarii, w obwodzie Tyrgowiszte, w gminie Popowo. W 2024 roku liczyła 379 mieszkańców.